# 지름신
지름신은 한국의 네티즌 사이에 유행하는 인터넷 밈의 일종으로, 소비를 부채질하는 권능을 가진 신으로 알려져 있다.

## 기원
낱말은 동사 '지르다'의 명사형 '지름'과 '신'의 합성어다. '지르다'는 요즘에 와서 충동적으로 물자나 서비스를 구매함을 일컫게 되었는데, 전부터 동사 '(어떤일을) 저지르다' 혹은 '지르다'라는 '내기에서, 돈이나 물건을 걸다'와 같은 의미가 있었으며 현대 소비 양상의 변화에 따라 어떤 계획되지 않은 소비행위를 저지른다는 확장된 의미를 갖게 된 것으로 보인다.
'지름'을 명확히 정의할 수는 없으나 이 말을 쓰는 누리꾼 사이에는 마음에 드는 디자인이나 우수한 새로운 기능 또는 싼가격의 '필수품이 아닌 것'을 구입할 때에 특히 어울리며 값이 비쌀수록 '지른다'는 말에 들어맞는다는 인식이 자리잡고 있다. 가격이 저렴한 경우는 '소소한 지름'이라고도 한다. 필수품에 관련해서는 쓰이지 않는다. 절약해야 할 때에 꼭 손에 넣고 싶은 것이 생겨 유혹을 받게 되는 것이, 마치 본인의 의사가 아니라 거부할 수 없는 강력한 힘에 의해 종용된 것처럼 느껴진다는 데서 이러한 '신'의 존재를 설정하는 발상이 나온 것으로 보인다.
가장 직접적으로 지름신의 존재를 누리꾼들 사이에 끌어들인 것은 어떤 블로그에 올라온 글 보관됨 2005-08-17 - 웨이백 머신인 것으로 알려져 있다. 이 글에서 글쓴이는 인터넷에 알려진 가장 유명한 지름신의 이미지를 만화 《지상 최강의 남자 류(地上最強の男竜)》에 나오는 예수 그리스도를 편집해 만들어 올렸으며 이것이 다른 블로그로 퍼져 폭발적으로 지름신의 이른바 '교세'를 키우게 되었다.

## 소비 행동
이러한 '지름'의 소비행동은 특히 '초기선각자'(Early adopter)에게서 두드러지게 나타난다. 이러한 소비행위는 지불의 수단과 방법이 용이할수록 구입하는 가치가 소비자의 정신적 만족도에 기여할수록 쉽게 발생한다. 또한 중고로 처분하기 쉬운 물건일수록 더욱 그러하다. 이렇게 소비의 욕망을 불러일으키는 원인은 계속 변화하고 발전하는 기술과 사치품을 가져보기 원하는 부유층에 대한 동경심이 그 원인이다. 변화에 못 쫓아가게 되거나 그 사치스러운 소비수준을 못 맞추는 것은 상대적 박탈감이나 열등감을 가져올 수 있다.

## 같이 보기
- 탕진잼
- 뽐뿌